# Mésocôlon sigmoïde

Schéma d'un l'intestin.

Le mésocôlon sigmoïde, ou mésosigmoïde, est une expansion du péritoine dans la duplicature (accolement de deux feuillets) de laquelle est compris le côlon sigmoïde, reliant la partie pariétale avec la partie viscérale. 
Ainsi, le côlon sigmoïde est tapissé par le péritoine et est suspendu dans la cavité abdominale par le mésosigmoïde à l’intérieur duquel cheminent les artères et les nerfs qui lui sont destinés.

## Situation
Le mésosigmoïde se situe entre le bord médial du grand psoas gauche et la face antérieure de L3 (troisième vertèbre lombaire).

## Composition
Il possède deux racines :
- une racine primaire : verticale et sagittale, elle englobe la partie haute péritonisée du rectum.
- une racine secondaire : oblique en bas et à gauche, elle suit les vaisseaux iliaques externes gauches.